# Осока обёртковидная
Осо́ка обёртковидная (лат. Carex subspathacea) — вид травянистых растений рода Осока (Carex) семейства Осоковые (Cyperaceae).

## Ботаническое описание
Корневищный геофит. Корневище ползучее, с длинными тонкими побегами. Растение образует рыхлую дерновину. Стебли немногочисленные, тонкие 3—15 см высотой, неясно трёхгранные, при основании с немногими безлистными, красноватыми или буроватыми влагалищами или без них. Листья желтовато-зелёные, длинные, плоские, с загнутыми краями или частично согнутые, 1—2 мм шириной, гладкие или на верхушке шероховатые.
Соцветие 3—4 см длиной, прямое, из 2—4 колосков. Мужской колосок 1 (редко 2), линейно-продолговатый или ланцетный 1—2 см длиной, с обратнояйцевидными, тупыми, тёмнобурыми со светлой срединной полоской чешуями; женские колоски, в числе 1—3, несколько расставленные, продолговатые, 0.5—1.5 см длиной, рыхлые, немногоцветковые, верхние почти сидячие, нижние на ножках. Нижний прицветный лист листовидный, при основании расширенный, почти равный соцветию. Прицветные чешуи женских цветков удлиненно—эллиптические, тупые или туповатые или на самом кончике с очень коротким шиповидным заострением, тёмнобурые, на середине со светлой или зеленой полоской, с 3 жилками, короче мешочков; мешочки продолговато-эллиптические, плоско—выпуклые 3—3.5 мм длиной, серовато—зелёные, густо мелкоточечные, иногда с пурпуровыми крапинками, позже буреющие, с неясными жилками, на верхушке постепенно переходящие в очень короткий, слабо выраженный, цельный, беловатый носик. Орешек около 2 мм длиной, правильный. 

## Значение и применение
Ценное пастбищное растение для северного оленя (Rangifer tarandus). Хорошо поедается оленем и крупным рогатым скотом, особенно в засоленных местообитаниях.